# Dwór w Posadzie Jaćmierskiej
Dwór w Posadzie Jaćmierskiej – zabytkowy dwór wybudowany w XIX w., wraz z parkiem, znajdujący się w miejscowości Posada Jaćmierska w powiecie sanockim.

## Opis
Dwór został wzniesiony w XIX w. z inicjatywy Ostaszewskich. To budynek skromny, pozbawiony cech stylowych, parterowy, nakryty dwuspadowym dachem. Z gankiem poprzedzającym wejście o dwóch parach drewnianych słupów wspierających dwuspadowy daszek. W latach późniejszych został przedłużony w kierunku południowo-zachodnim. W 2005 zdewastowany dwór z parkiem przeszedł w ręce prywatne. Dwór został zrekonstruowany, a park i stawy oczyszczone.
W parku część drzew uznano za pomniki przyrody.

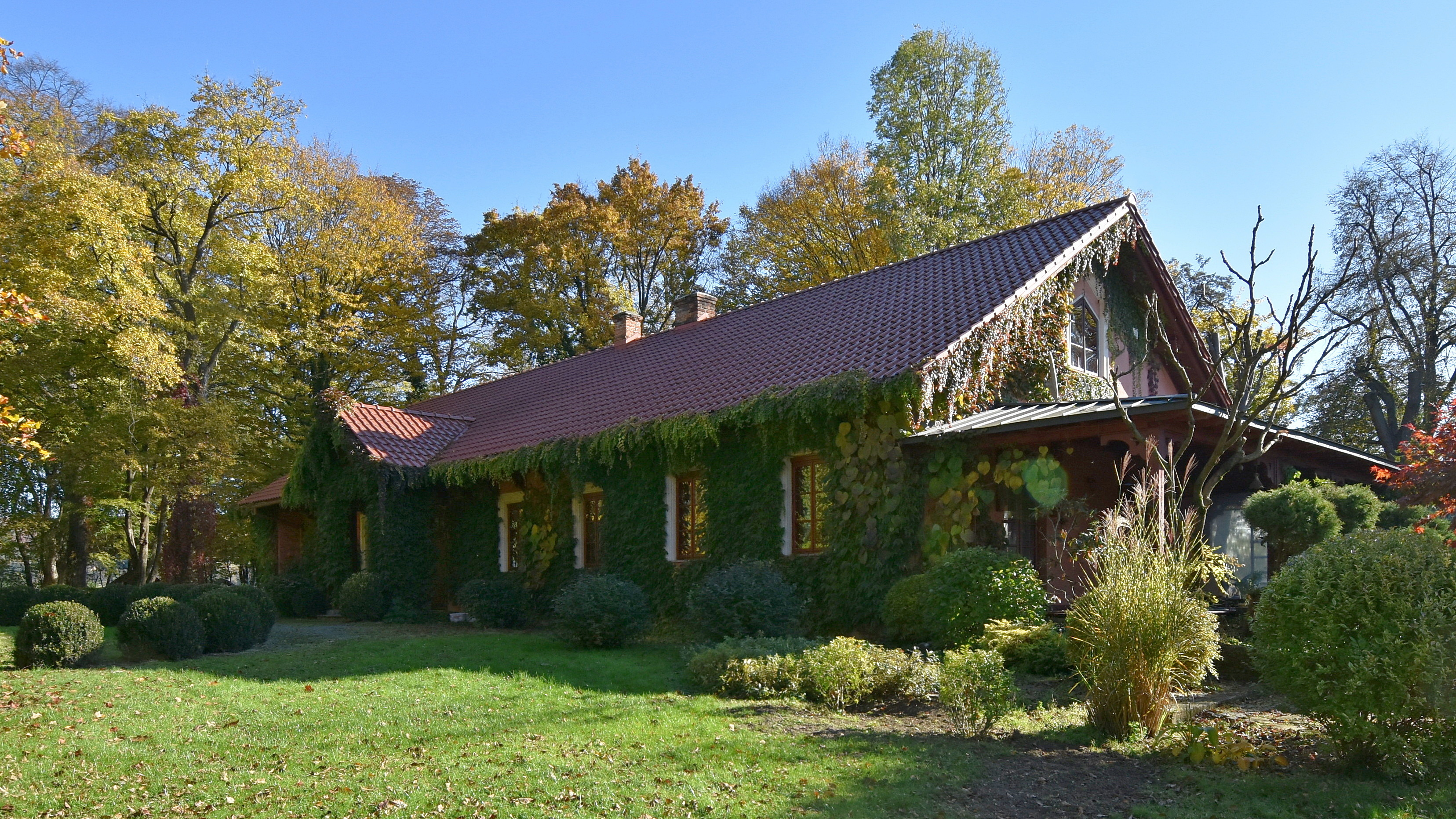
Elewacja frontowa
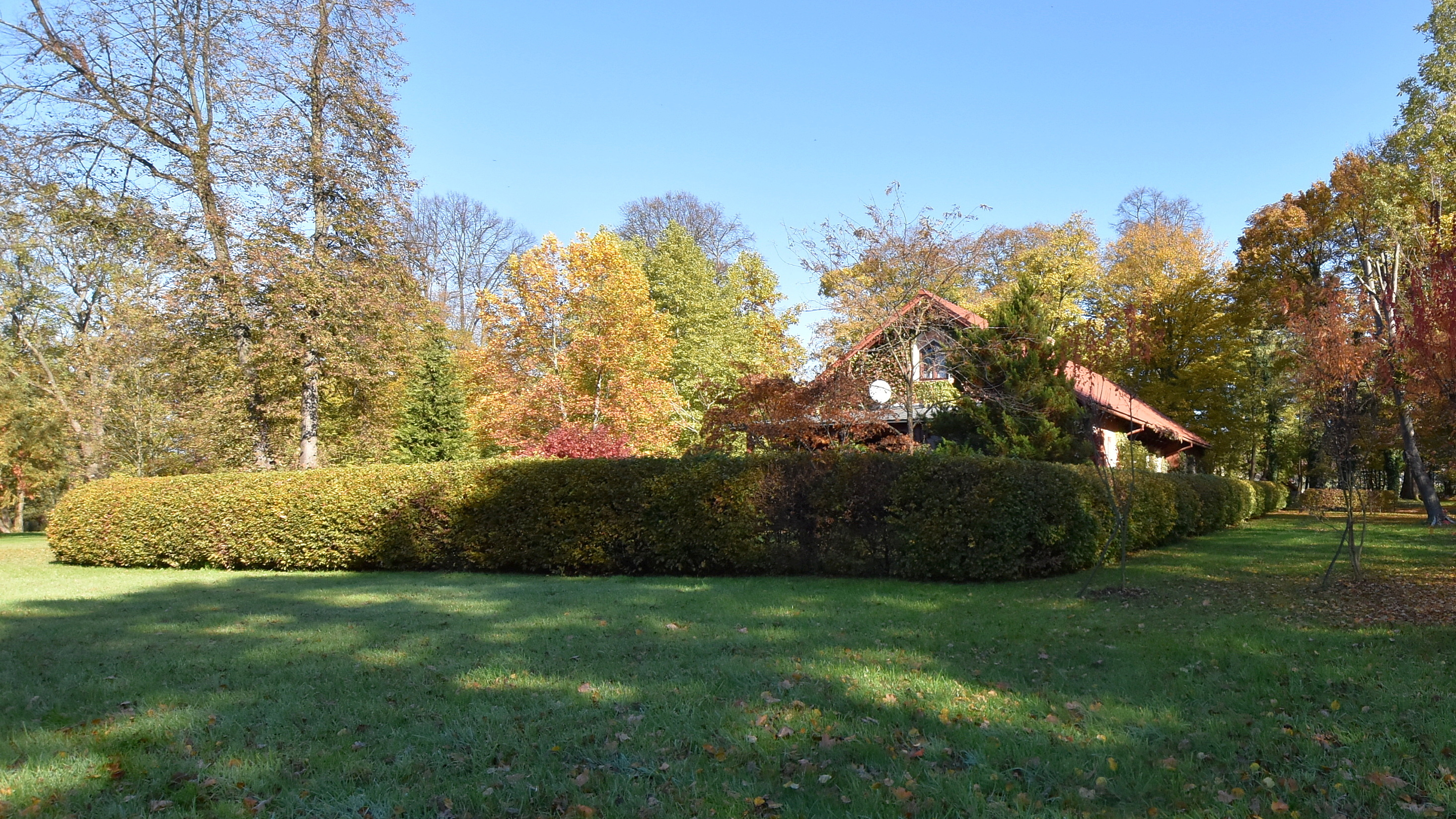
Elewacja boczna
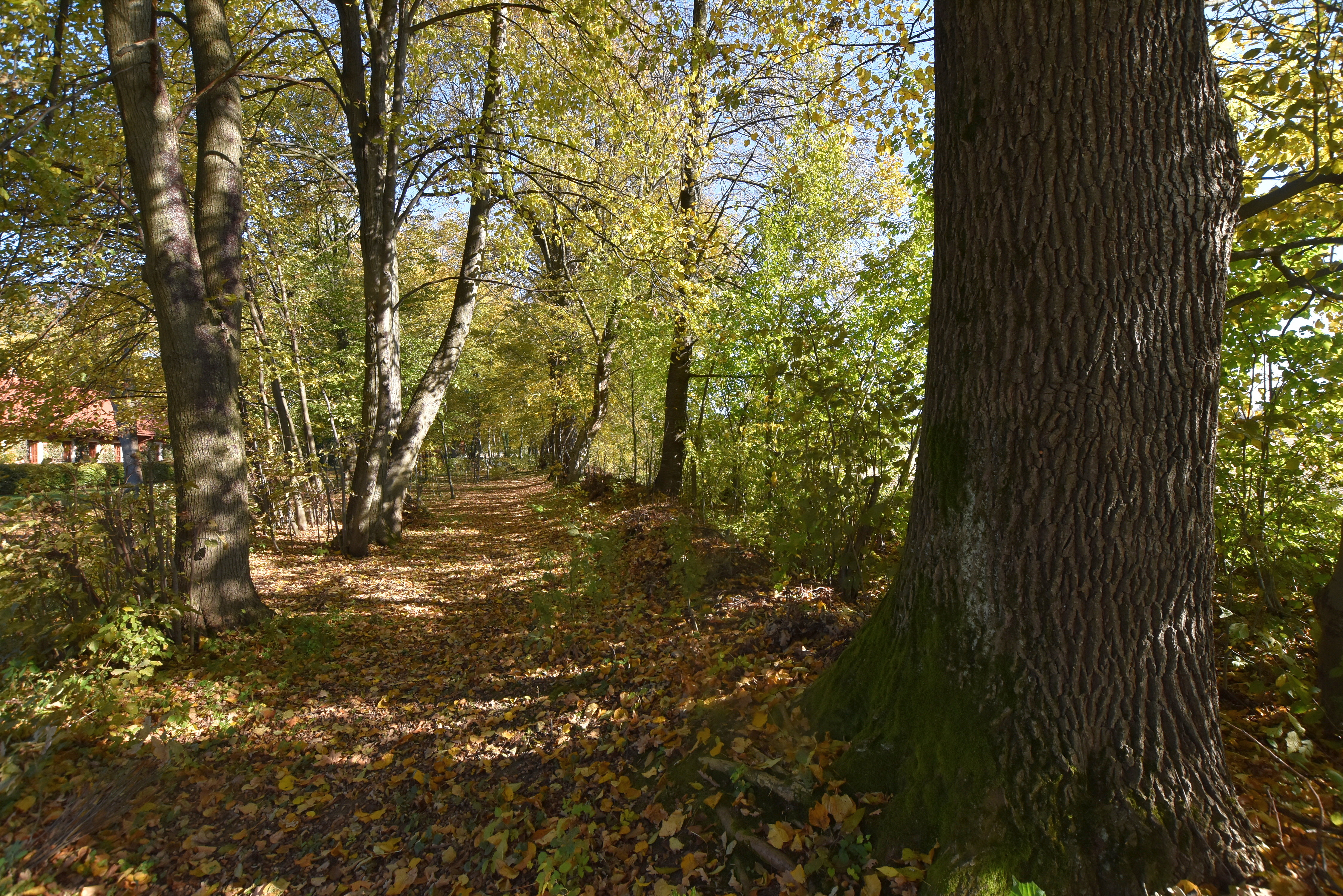
Park